# 维什内韦 (扎切皮利夫卡市镇)
49°4′50″N 35°27′35″E / 49.08056°N 35.45972°E
维什内韦（烏克蘭語：Вишневе），2016年前称切尔沃诺阿尔米伊斯凯（烏克蘭語：Червоноармі́йське）是位於烏克蘭東部的村莊，由哈爾科夫州别列斯京区的扎切皮利夫卡市鎮負責管轄。該村始建於1920年，面積0.9平方公里，海拔高度137米，2001年人口185，人口密度每平方公里205.6人。